# Ioan Duma (delegat din Deva)
Ioan Duma (n. 1873, Deva, județul Hunedoara – d. 1939, Deva, județul Hunedoara) a fost un deputat în Marea Adunare Națională de la Alba Iulia, organismul legislativ reprezentativ al „tuturor românilor din Transilvania, Banat și Țara Ungurească”, cel care a adoptat hotărârea privind Unirea Transilvaniei cu România, la 1 decembrie 1918:p. 204.

## Biografie
A făcut școala primară:p. 204.

## Activitatea politică
Ca deputat în Adunarea Națională din 1 decembrie 1918 a fost delegat al Societății meseriașilor români din Deva:p. 204.